# 3월 10일
3월 10일은 그레고리력으로 69번째(윤년일 경우 70번째) 날에 해당한다.

## 사건
- 기원전 241년 - 에가디 제도(the Aegates Islands)의 전투: 로마인들이 제1차 포에니 전쟁에서 카르타고 함대를 격파, 전쟁이 끝나다.
- 1019년 - 강감찬 장군이 거란군 침공을 맞아 격히 토벌하여 귀주 대첩 승리.
- 1848년 - 과달루페 이달고 조약, 미국 상원이 비준.
- 1898년 - 독립협회, 첫 만민공동회를 개최하다.
- 1945년 - 제2차 세계 대전: 미 공군 B-29 폭격기의 도쿄 대공습 감행.
- 1946년 - 한국노동조합총연맹의 전신인 대한독립촉성전국노동총동맹이 창립하다.
- 1952년 - 독일 통일을 위한 스탈린 각서가 발간됨: 통일의 기본조건으로 독일의 중립성을 요구하다.
- 1959년 - 티베트에서 반중국, 반공산주의 봉기가 일어나다.
- 1962년 - 대한민국과 스페인이 수교하다.
- 2008년 - 2008년 티베트 소요 사태가 시작됐다.
- 2011년 - 중국 윈난성에서 지진이 발생하다.
- 2017년 - 대한민국의 제18대 대통령 박근혜가 헌법재판소의 판결에 따라 대통령 자리에서 파면됨으로써 대한민국 헌정 사상 처음으로 파면으로 물러나는 대통령이 되었다.

## 문화
- 1905년 - 영국의 축구 클럽 첼시 FC 창단.
- 1944년 - 결전미술전이 개최됐다.
- 1975년 - 산요 신칸센 오카야마역에서 하카타역 구간 개통.
- 2006년 - 화성 정찰위성(the Mars Reconnaissance Orbiter)이 화성에 도착하다.
- 2007년 - MBC 베스트극장이 16년 만에 종영되었다.

## 탄생
- 1503년 - 신성 로마 제국의 황제 페르디난트 1세. (~1564년)
- 1522년 - 일본의 센고쿠 시대 무장 미요시 나가요시. (~1564년)
- 1604년 - 독일, 네덜란드의 화학자 요한 루돌프 글라우버. (~1670년)
- 1776년 - 프로이센의 왕비 루이제 추 메클렌부르크슈트렐리츠 공녀. (~1810년)
- 1806년 - 캐나다의 건축가 프레드릭 프레스턴 루비지. (~1897년)
- 1844년 - 스페인의 작곡가, 바이올린 연주자 파블로 데 사라사테. (~1908년)
- 1845년 - 러시아 제국 로마노프 왕조의 13번째 군주 알렉산드르 3세. (~1894년)
- 1870년 - 일본의 교육자 주만 가나에. (~1932년)
- 1876년 - 대한민국의 독립운동가 장인환. (~1930년)
- 1879년 - 독일의 법률가 한스 루터. (~1962년)
- 1909년
  - 대한민국의 작가 조용만. (~1995년)
  - 코스타리카의 제34대 대통령 프란시스코 오를리치. (~1969년)
- 1911년
  - 대한민국 음악가 채선엽. (~1987년)
  - 코스타리카의 제34대 영부인 마리타 카마초 키로스. (~2025년)
- 1916년
  - 대한민국의 시인 박두진. (~1998년)
  - 대한민국의 군인, 정치인 이종찬. (~1983년)
- 1917년 - 미얀마의 배우, 가수 메 신. (~2008년)
- 1920년 - 대한민국의 수필가 남광우. (~1997년)
- 1922년 - 일본의 정치인 오이데 슌. (~2001년)
- 1923년
  - 대한민국의 영화배우 윤인자. (~2012년)
  - 미국의 대학 교수 조지 린드벡. (~2018년)
- 1924년 - 홍콩의 무협 소설 작가, 언론인 김용. (~2018년)
- 1927년
  - 미국의 엔지니어, 윈드쉴드 와이퍼의 발명가 로버트 컨스. (~2005년)
  - 독일의 축구 선수 유프 데어발. (~2007년)
- 1928년 - 미국의 백인 우월주의자 제임스 얼 레이. (~1998년)
- 1933년 - 미국의 교육학자 엘리엇 아이스너. (~2014년)
- 1934년 - 일본의 만화가 후지코 후지오 A. (~2022년)
- 1935년 - 대한민국의 교육인 서영배. (~2024년)
- 1936년
  - 일본의 권투선수 출신 범죄자 하카마다 이와오.
  - 스위스의 축구 행정가 제프 블라터.
- 1937년 - 대한민국의 배우 송재호. (~2020년)
- 1938년 - 튀르키예의 레슬링 선수 카즘 아이바즈.(~2020년)
- 1939년 - 대한민국의 정치인, 국무총리 이수성.
- 1940년 - 미국의 배우 척 노리스.
- 1949년 - 대한민국의 정치인 정양숙.
- 1951년 - 대한민국의 배우 박영지.
- 1952년 - 짐바브웨의 정치인, 총리 모건 창기라이. (~2018년)
- 1954년
  - 대한민국의 축구 선수, 축구 감독 손종석. (~2020년)
  - 대한민국의 가수 권성희.
  - 벨기에의 영화감독 뤼크 다르덴.
- 1957년
  - 대한민국의 가수 김상배.
  - 알카에다의 전 지도자 오사마 빈라덴. (~2011년)
- 1958년
  - 미국의 영화배우 샤론 스톤.
  - 일본의 배우, 성우 야나카 히로시.
- 1961년 - 미국의 우주인 로럴 클라크. (~2003년)
- 1962년
  - 일본의 가수 마츠다 세이코.
  - 대한민국의 정치인 송병기.
- 1963년
  - 미국의 음악 프로듀서 릭 루빈.
  - 중국의 체조 선수 리닝.
- 1964년
  - 영국의 왕족 에든버러 공작 에드워드.
  - 대한민국의 정치인 이희진.
  - 대한민국의 저널리스트 유용원.
  - 대한민국의 정치인 송석준.
- 1965년 - 대한민국의 정치인 나순자.
- 1967년 - 대한민국의 희극인 & MC 박미선.
- 1968년 - 대한민국의 배우 김호정.
- 1969년 - 대한민국의 모델, 배우 안계범.
- 1971년
  - 대한민국의 전 야구 선수, 현 야구 코치 이숭용.
  - 미국의 배우 존 햄.
- 1972년
  - 미국의 힙합 가수·프로듀서 팀발랜드.
  - 미국의 게이 포르노 배우, 감독 마이클 루커스.
  - 캐나다의 배우 디애나 밀리건,
- 1973년 - 체코의 모델 에바 헤르지고바.
- 1975년 - 대한민국인 배우 한고은.
- 1977년 - 미국의 가수 로빈 시크.
- 1979년 - 대한민국의 유도 선수 이은희.
- 1980년 - 대한민국의 음악가 노래하는하니.
- 1981년
  - 대한민국의 배우 이건주.
  - 카메룬의 축구 선수 사뮈엘 에토.
  - 대한민국의 희극인 남정미.
- 1982년
  - 일본의 배우 타카하시 미츠오미.
  - 대한민국의 아나운서 오승훈.
  - 대한민국의 전 축구 선수 박성우.
- 1983년
  - 대한민국의 배우 류현경.
  - 일본의 가수, 배우 성선임.
  - 미국의 가수 캐리 언더우드.
- 1984년 - 미국의 배우 올리비아 와일드.
- 1985년 - 대한민국의 희극인 장도연.
- 1986년
  - 일본의 만화가 산카쿠헤드.
  - 한국계 미국인 영화 감독 앤드류 안.
- 1987년
  - 대한민국의 배우 김주현.
  - 대한민국의 야구 선수 민병헌.
  - 대한민국의 피트니스 모델 레이 양.
  - 독일의 피아노 연주자 이고어 레비트.
  - 중국의 배우 류스스.
- 1988년
  - 대한민국의 가수 인수 (마이네임).
  - 네팔의 회사원, 모델 수잔 샤키야.
  - 크로아티아의 축구 선수 이반 라키티치.
  - 대한민국의 야구 선수 강석훈.
- 1989년
  - 대한민국의 야구 선수 박시영 (롯데 자이언츠).
  - 대한민국이 전직 스타크래프트 프로게이머 신희승.
  - 대한민국의 가수 리코.
- 1990년 - 대한민국의 이종격투기 선수 김세영.
- 1991년
  - 대한민국의 전 래퍼 미르.
  - 대한민국의 컬링 선수 김영미.
  - 대한민국의 축구 선수 김동욱.
  - 일본의 싱어송라이터 요네즈 켄시.
  - 대한민국의 방송인, 미스코리아 정소라.
- 1992년
  - 대한민국의 축구 선수 안진범.
  - 대한민국의 축구 선수 최오백.
  - 대한민국의 축구 선수 최호주.
  - 대한민국의 가수 최정훈.
- 1993년
  - 대한민국의 전 리그 오브 레전드 프로게이머 김동현.
  - 미국의 래퍼 프니엘 (비투비).
- 1994년
  - 대한민국의 가수 신진주.
  - 일본의 가수 나가오 마리야.
  - 일본의 배우 오쿠야마 카즈사.
  - 캐나다의 바둑 기사 라이언 리.
- 1995년
  - 일본의 배우 사쿠마 유이.
  - 대한민국의 배구 선수 정지석.
  - 대한민국의 국악인 이아진.
- 1996년
  - 대한민국의 배우 조정은.
  - 몰도바의 유도 선수 데니스 비에루.
- 1997년
  - 대한민국의 래퍼 육지담.
  - 대한민국의 전 야구 선수 김찬호.
- 1998년 - 대한민국의 야구 선수 박치국.
- 1999년 - 대한민국의 가수 로야.
- 2000년 - 대한민국의 배우 장여빈.
- 2001년 - 대한민국의 래퍼 명이월.
- 2003년 - 중화인민공화국의 스키 선수 리팡후이.
- 2004년 - 일본의 가수 코토네.
- 2010년 - 대한민국의 모델 김아윤.
- 2011년 - 대한민국의 영화배우 박예찬.

## 사망
- 483년 - 교황 심플리치오. (?~)
- 1527년 - 조선의 성리학자 겸 사림파 정치인 남곤. (1471년~)
- 1670년 - 독일, 네덜란드의 화학자 요한 루돌프 글라우버. (1604년~)
- 1861년 - 우크라이나의 시인 타라스 셰우첸코. (1814년~)
- 1864년 - 바이에른 국왕 막시밀리안 2세. (1811년~)
- 1913년 - 미국의 인권운동가 해리엇 터브먼. (1822년~)
- 1938년 - 대한민국의 독립운동가 안창호. (1878년~)
- 1977년 - 미국의 배우 조앤 크로퍼드. (1904년~)
- 1985년
  - 대한민국의 정치인 길병전. (1920년~)
  - 구 소련의 정치인 콘스탄틴 체르넨코. (1911년~)
- 2008년 - 대한민국의 야구 선수, 사업가 이호성. (1967년~)
- 2012년 - 미국의 과학자 셔우드 롤런드. (1927년~)
- 2017년 - 영국의 자동차 경주 선수 존 서티스. (1934년~)
- 2020년 - 대한민국의 소설가 현길언. (1940년~)
- 2021년 - 소말리아의 제4대 대통령 알리 마디 마하메드. (1939년~)
- 2022년
  - 대한민국의 정치인 윤형상. (1932년~)
  - 태국의 영화배우 소라풍 찻리. (1950년~)
- 2024년
  - 팔레스타인의 부사령관 마르완 이사. (1965년~)
  - 독일의 영화감독 퍼시 아들론. (1935년~)
  - 일본의 일러스트레이터 이노마타 무츠미. (1960년~)
- 2025년 - 대한민국의 가수 휘성. (1982년~)

## 기념일
- 티베트 민족 봉기 기념일(Tibetan Uprising Day)

## 같이 보기
- 전날: 3월 9일 다음날: 3월 11일 - 전달: 2월 10일 다음달: 4월 10일
- 음력: 3월 10일
- 모두 보기